# Montelíbano
Montelíbano ist eine kolumbianische Gemeinde (municipio) im Departamento Córdoba. Der Hauptort (cabecera municipal) ist Montelíbano.
In Montelíbano befindet sich das Bistum Montelíbano.

## Bevölkerung und Geographisches
Die Gemeinde hat eine Fläche von 1821 Quadratkilometern und 88.674 Einwohner. Davon leben 70.290 im städtischen Teil (cabecera municipal) und 17.232 im ländlichen Teil der Gemeinde (Stand: 2019).
Am Nordrand der Stadt findet sich der Río San Jorge. Die einzige Möglichkeit von der Stadt aus die andere Seite zu erreichen ist eine Fähre. Es gibt keine Brücken. Montelíbano liegt 114 km von Montería entfernt auf einer Höhe von 50 m ü. NN und hat eine Durchschnittstemperatur von 28 °C. Die Gemeinde grenzt im Norden an Planeta Rica, Buenavista und Ayapel, im Süden an Puerto Libertador und San José de Uré sowie an Tarazá, Cáceres und Ituango in Antioquia, im Osten an La Apartada und im Westen an Tierralta.

## Kriminalität
2010 wurden in Montelíbano 83 Morde registriert. 2011 waren es bis Ende August 58. Dies ist eine der höchsten Mordraten der Welt. Grund dafür sind die aus demobilisierten paramilitärischen Gruppen entstandenen bandas criminales (spanisch für „kriminelle Banden“; kurz: Bacrim). Unter anderem wegen der Gewalt existiert eine Wanderbewegung in die Stadt.

## Armenviertel
Am Südrand der Stadt befinden sich Armenviertel. Diese wachsen durch die vor allem auf dem Land sehr verbreitete Gewalt sehr stark an.

## Persönlichkeiten
- Andrés Calle (* 1991), Politiker